# Markus Goessi

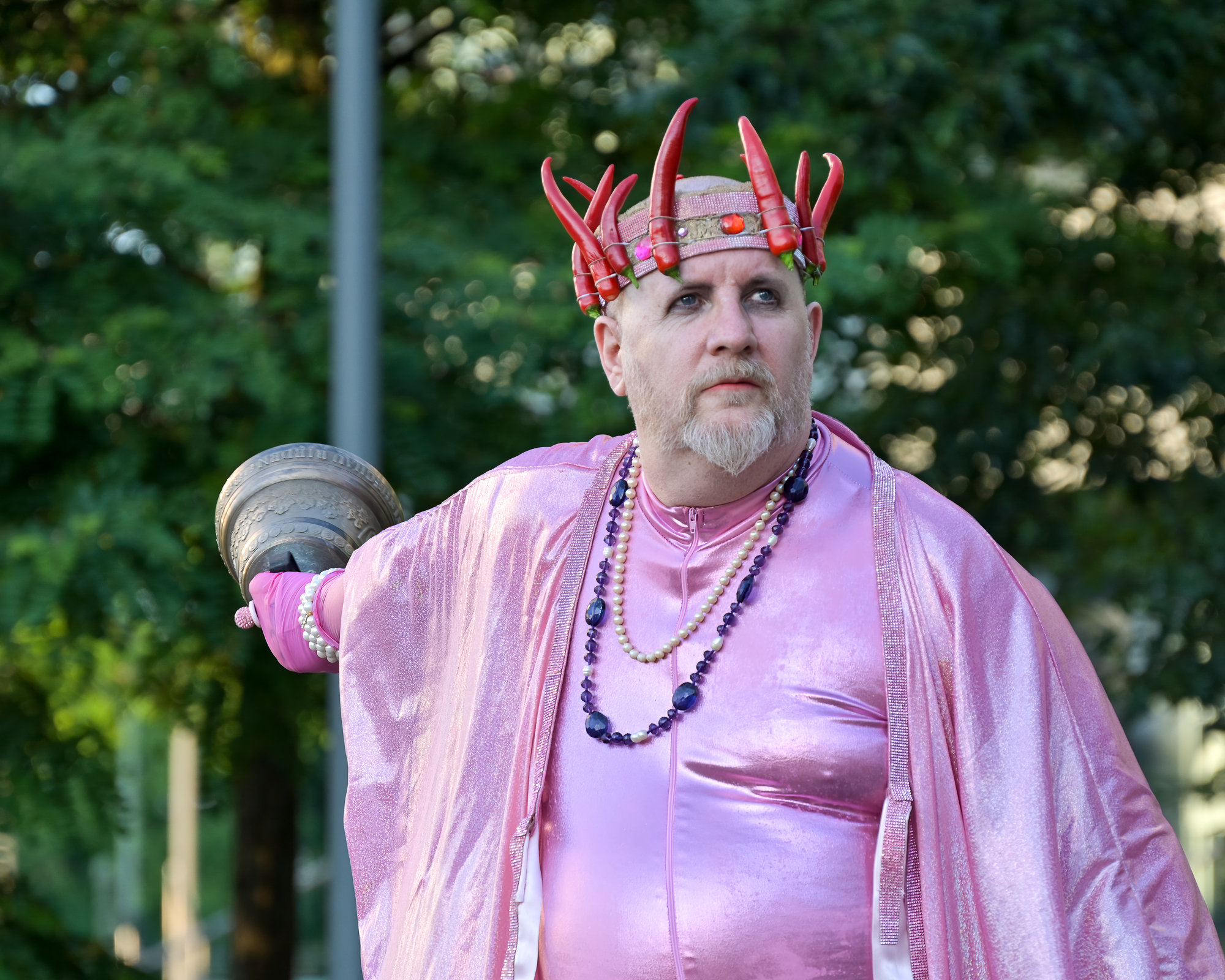
Markus Goessi während der Performance a dog, a king and a lot of spiciness im Salon Mondial, Münchenstein

Markus Goessi (geboren am 13. März 1966 Frauenfeld) ist ein Schweizer Performancekünstler und Fotograf, der in Basel lebt und arbeitet. Bekannt ist er für seine experimentellen Performances, in denen er alltägliche Materialien und den eigenen Körper in den Mittelpunkt stellt. Seine Arbeit wurde 2025 mit dem Swiss Performance Art Award ausgezeichnet.

## Werdegang
Markus Goessi machte von 1983 bis 1987 eine Ausbildung zum Augenoptiker, besuchte 1998–2000 die Gestaltungsschule Farbmühle in Luzern mit einem Performancestudium bei Monika Günther und Ruedi Schill, das er von 2000 bis 2004 an der HGK Basel, mit Muda Mathis als Performance-Dozentin, weiterführte. Seit 2004 arbeitet er als Bildender Künstler, Performer und Veranstalter in den Bereichen Fotografie und Performance Art. Ein wichtiger Teil seiner künstlerischen Praxis ist das Zusammentreffen und die Zusammenarbeit mit anderen Kunstschaffenden. In Jamsessions entstehen gemeinschaftliche, oft ungeplante Performances, oft im öffentlichen Raum oder in der Landschaft, bei denen das Zusammenspiel und der Prozess im Vordergrund stehen. Kunst im öffentlichen Raum, Performancedokumentation, Videoperformance und Videokunst kamen so im Verlauf seiner Performancepraxis als Schwerpunkte dazu.
Markus Goessi war mehrere Jahre als Kurator und Mitorganisator in verschiedenen Kontexten der Schweizer Performancekunst aktiv. Im Kaskadenkondensator Basel war er von 2006 bis 2008 für die Programmgestaltung und die Durchführung von Performance-Reihen mitverantwortlich. Bei der Performance-Reihe Neu-Oerlikon in Zürich wirkte Goessi wiederholt als Kurator und Organisator, insbesondere im Rahmen von Open-Air-Performances und spartenübergreifenden Projekten im öffentlichen Raum. Seine kuratorische Tätigkeit zeichnet sich durch die Förderung von kollaborativen, internationalen und interdisziplinären Ansätzen innerhalb der Performancekunst aus. Er engagiert sich auch beim Performance Netzwerk Schweiz PANCH für den Austausch zwischen Künstlern und die Sichtbarmachung von Performance als eigenständige Kunstform.
Seine Arbeit wurde durch zahlreiche Einladungen zu internationalen Festivals international sichtbar, darunter Events in China, Mexiko, Chile und Indien. Markus Goessi wurde 2005 mit dem Performancepreis des Kunstkredits Basel-Stadt ausgezeichnet. Die Jury des Performancepreises Schweiz 2024 betonte in ihrer Würdigung zu dem Swiss Performance Award 2024 zudem Goessis langjährige, eigenständige Position innerhalb der Schweizer Performanceszene.

## Swiss Performance Art Award 2024 in der Gessnerallee Zürich
Markus Goessis Performance «Zisch, Blubber, Hot & Pot» beim Performancepreis verband körperliche Präsenz mit Elementen aus Modenschau und Kochsendung und griff dabei deren gesellschaftliche Codes auf. Durch improvisierte, teils chaotische Aktionen wie überkochende Milch, durch den Raum fliegendes Popcorn, das Schneiden von Paprika und spritzender Tomatensauce entstand eine Atmosphäre der Überforderung und Verschwendung. Goessi entkleidete sich, schwitzte und brachte sich an seine körperlichen Grenzen, während parallel eine Skulptur einer männlichen Faust langsam in einem Topf schmolz. Begleitet wurde das Geschehen von einer KI-Stimme, die Texte vortrug, in denen persönliche Erinnerungen und gesellschaftliche Themen aufgegriffen wurden. Das Ergebnis war eine vielschichtige, sinnliche Inszenierung, die Sprache, Klänge, Gerüche und Bilder miteinander verwob und die Unvollkommenheit feierte. Die Jury lobte die starke Bühnenpräsenz, intuitive Herangehensweise, sinnliche Ästhetik und die prägnante Dramaturgie. Weiterhin die Verbindung von Slapstick und Popkultur, die Inszenierung der eigenen queeren Identität und des alternden Körpers sowie Goessis kontinuierliche, eigenständige Praxis als wichtiger Vertreter der Schweizer Performancekunst.

## Ehre und Netzwerke
- Seit 2016: Mitglied von Performance Art Network CH (PANCH)
- Seit 2022: Mitglied von Visarte Region Basel
- 2000–2004: Ausbildungs-Stipendien des Kantons Zug
- 2005: Förderpreis für Performance des Kunstkredits Basel
- 2024: Performance Art Award Schweiz

## Festivals
- 2005: Performancepreis, Bacon and some corn_Muttenz, Sicht auf das Original, Kunstkredit Basel-Stadt, Kunsthaus Basel-Landschaft, Muttenz.[3]
- 2006: Alumaster_Santiago de Chile, Primera Bienal de Performance, DEFORMES, Santiago de Chile.[4]
- 2008: Frische Fahne_Minsk, Performance Festival, NAVINKI, Minsk.
- 2009: Histories Play_Muttenz, Sicht auf das Original, Kunstkredit, Kunsthaus Basel-Landschaft, Muttenz.
- 2009: Histories Play_Peking, 10th OPEN Performance Art Festival, Peking.
- 2010: Resistance, International Performance Festival, MOMENTUM, Brüssel.
- 2011: Kollaboration, Sechs ohne Material, sechs Stunden an sechs verschiedenen Orten in der Schweiz.
- 2011: Change, Live Art 2011, Venkatappa, Bangalore IN.[5]
- 2019: Transanimationsmetaphyse_ Basel, OPEN, Performancefestival, Kaskadenkondensator Basel.
- 2019: Perros De Colores, ¡EXTRA! Festival International de Performance, Agua Fría, Biosfera Experimental Arte de Acción, Ex Convento de Los Leones, México City MX.[6]
- 2019: Transanimationsmetaphyse_ Basel, OPEN, Performancefestival, Kaskadenkondensator Basel.
- 2021: Dance Dance Dance, International Performance Art Giswil, Jubel & Girlanden, Turbine Giswil.
- 2021: Maried, perForm, Das kleine Performance-Festival, Altes Busdepot, Winterthur.[7]
- 2021: Das Vermächtnis der Medusa, 12. Performance Reihe NeuOerlikon Zürich.[8]

## Soloperformance
- 2000: A Little Place with Bright Books, Kunstpanorama, Luzern.
- 2001: Ohne Titel, Veranstaltungssaal Dock4, Kassel.
- 2001: Ohne Titel, Galerie Apropos, Luzern.
- 2002: Without, Performance-Installation, Areal Billerbeck, Allschwil.
- 2006: Performance in Progress, Kunsthaus Uri.[9]
- 2008: Basler Walzer, Imprimerie Basel, St. Johann-Vorstadt, die//reihe ‹tanzt›, Kaskadenkondensator Basel, Via & friends.
- 2018: Hot White, PANCH, Must or Not, Kasko, Basel.[10]
- 2018: Kollaboration, The Gathering - Die Zusammenkunft, Spazio ELLE Locarno.
- 2018: H i Mom, UNWRAP THE Present, Hell or High Water, Bern.
- 2019: Eine Auslege Ordnung, (Ort) Atelier Judith Huber Emmenbrücke.
- 2019: The Apple Has Tradition, #perNEO Zapadores Ciudad del ARTE, Madrid ES.
- 2022: With Rosemary and Jim, bei Freckly Night bei Bang Bang – translokale Performancegeschichten im Museum Tinguely in Basel.[11]
- 2022: The Apple Has Tradition – Hedwig 3/3.
- 2022: Candy Waltz, Humbug Basel.
- 2023: Wet tight, während den Kunsttagen und der Ausstellung Entreé et Hommage, Visarte Region Basel, Projektraum M54 Basel.
- 2023: Mit der Stille kommt der Schmerz, Life during Wartime, Offspace SPOT, Markthalle Basel.
- 2024: Zisch, Blubber, Hot & Pot, Swiss Performance Art Award, Gessnerallee Zürich.

## Kollaborationen
- 2018: Kollaboration, The Gathering - Die Zusammenkunft, NEOSCOPE 18, Zofingen.[12]
- 2019: Ferien México, Amerbachs Studios, Basel.
- 2020: Kollaboration, The Gathering - Die Zusammenkunft, Kunst im Depot Winterthur.
- 2020: Kollaboration, Must or Not, Fokus Performance & Fotografie in Kollaboration mit PANCH, Lupe Basel und dem Kasko Basel.
- 2020: Kollaboration, Panch und Lada, Arbeitsgruppe Performance & Fotografie, London GB.
- 2020: Ich steh auf Wiedersprüche, Schirme über dem Himmel, Curator's Talk, Video-Performances. Mexico-Spanien-Schweiz im Dialog. Kaskadenkondensator, Basel.
- 2021: Kollaboration, The Gathering - Die Zusammenkunft, perForm, Das kleine Performance-Festival, Altes Busdepot Winterthur.
- 2022: Kollaboration mit Jan-Egil Finne Bergen NO, Together Elsewhere, PANCH & PAB, Live Streaming, Bergen NO & Basel CH.
- 2022: Kollaboration, The Gathering , Karawane, Basel.
- 2023: Kollaboration, The Gathering - Die Zusammenkunft, Theater Basel, Foyer Public, Basel.